# Goussonville
Goussonville is een gemeente in het Franse departement Yvelines (regio Île-de-France) en telt 557 inwoners (1999). De plaats maakt deel uit van het arrondissement Mantes-la-Jolie.

## Geografie
De oppervlakte van Goussonville bedraagt 4,7 km², de bevolkingsdichtheid is 118,5 inwoners per km².
De onderstaande kaart toont de ligging van Goussonville met de belangrijkste infrastructuur en aangrenzende gemeenten.

## Demografie
Onderstaande figuur toont het verloop van het inwonertal (bron: INSEE-tellingen).